# بورگییس د تلدو
بورگییس د تلدو (به اسپانیایی: Burguillos de Toledo) یک شهرستان در اسپانیا است که در استان تولدو واقع شده‌است.

## خصوصیات
بورگییس د تلدو ۲۸ کیلومترمربع مساحت و ۱٬۹۹۳ نفر جمعیت دارد و ۶۷۶ متر بالاتر از سطح دریا واقع شده‌است.